# 松阪市立西黒部小学校
松阪市立西黒部小学校（まつさかしりつ にしくろべしょうがっこう）は三重県松阪市の市立小学校。

## 歴史
1873年（明治6年）6月に西蓮寺を校舎として、西黒部学校の名称で創立した。1876年（明治9年）11月、正眼寺に移転し、観音寺に分教場を設置した。1886年（明治19年）12月、松名瀬学校（1875年〔明治8年〕1月、正徳寺を校舎として開校）を統合し、西黒部尋常小学校に改称した。松名瀬学校は分教場となった。1889年（明治22年）1月に睿明尋常小学校へ改称するも、1892年（明治25年）8月に西黒部尋常小学校に校名を戻した。同時に校区（学区）を見直し、吉井・西野々地区を朝見尋常小学校へ、久保地区を機殿尋常小学校へ移した。
1898年（明治31年）4月、高等科を設置したことにより、西黒部尋常高等小学校に改称した。1911年（明治44年）12月、実業補習学校とその松名瀬分教場を、1926年（大正15年）に青年訓練所を併設した。1941年（昭和16年）4月、国民学校令により西黒部国民学校に改称、1947年（昭和22年）4月、西黒部村立西黒部小学校に改称した。1954年（昭和29年）10月、飯南郡西黒部村が松阪市に編入され、松阪市立西黒部小学校に改称した。
2026年度をもって松阪市立東黒部小学校、松阪市立機殿小学校、松阪市立朝見小学校と統合され松阪市立東部北小学校が開校予定。

## 校区
市立中学校に進学する場合、松阪市立東部中学校に入学する。
- 西黒部町[4]
- 松名瀬町[4]
- 高須町[4]

## 児童数
2012年4月6日現在の児童数は98人。2016年5月1日現在の児童数は6学級85人、教員数は10人。